# Moserius percoi
Moserius percoi е вид ракообразно от семейство Trichoniscidae. Видът е световно застрашен, със статут Уязвим.

## Разпространение
Разпространен е в Словения.